# Барбікан-центр
Барбікан-центр (англ. Barbican Centre) — центр виконавчих мистецтв в Лондонському Сіті, найбільший у своєму роді в Європі. В Барбікані відбуваються концерти класичної та сучасної музики, театральні виступи, демонстрації фільмів та художні виставки. В ньому також розташовані бібліотека, три ресторани та оранжерея.
Лондонський симфонічний оркестр та Симфонічний оркестр BBC базуються в концерт-холі центру. В 2013 році Королівська шекспірівська компанія знову обрала Барбікан своєю лондонською сценою (після від'їзду в 2001 р.).
Барбікан-центром володіє, фінансує та управляє Корпорація Лондонського Сіті, третій за розміром спонсор мистецтв у Великій Британії. Центр був побудований як дарунок від Сіті британській нації та коштував £161 мільйон (екв. £480 мільйонів в цінах 2014 року). Він був офіційно відкритий королевою Єлизаветою II 03 березня 1982 року.
Барбікан-центр також відомий своєю архітектурою в стилі бруталізму.

## Зали для виступів та інші приміщення
- Зала Барбікан: кількість місць — 1 943; дім для Лондонського симфонічного оркестру та Симфонічного оркестру BBC.[5]
- Театр Барбікан: кількість місць — 1 156; створений ексклюзивно Королівською шекспірівською компанією та для неї[6][3]
- Яма (англ. The Pit): гнучка театральна зала на 200 місць
- Галерея Барбікан та безкоштовна галерея для нових робіт Крива (англ. The Curve)
- Барбікан-філм: 3 кінозали з кількістю місць 288, 156 та 156 людей
- Ресторани: 3
- Конференц-зали: 7
- Зали для торгових виставок: 2
- місця для неформальних виступів

Ґілдхоллська школа музики й театру, де час від часу проходять театральні вистави Барбікан-центру, та бібліотека Барбікан Лондонського Сіті, розташовані в тій же будівлі, однак не є частиною власне центру мистецтв.
Бібліотека на третьому поверсі є однією з п'ятьох бібліотек Лондонського Сіті. Вона є однією з найбільших публічних бібліотек в Лондоні та має в своєму складі окрему бібліотеку з мистецтв, велику музичну бібліотеку та дитячу бібліотеку, яка регулярно проводить безкоштовні заходи. В бібліотеці Барбікан зберігається 'Лондонська колекція' історичних книжок та ресурсів, деякі з яких мають вік більше 300 років, і всі ці книжки та ресурси можна брати на абонемент. В бібліотеці проводяться регулярні літературні заходи, а також вона має місце для художніх виставок, яке можна найняти. В музичній бібліотеці для вільного використання стоїть два піаніно.
Музей Лондона розташований неподалік в Алдерсгейт, теж у межах житлового комплексу Барбікан.

## Історія та дизайн
Барбікан-центр розташований у житловому кварталі Барбікан, який був побудований на місці повністю знищеного під час бомбардувань Лондона в Другій світовій війні районі Лондона. Однак Барбікан-центр мав дуже тривалий процес планування та будівництва, відкрившись значно пізніше житлового комплексу.
Центр був спроєктований бюро Chamberlin, Powell and Bon в стилі бруталізму та має складний багаторівневий план з численними входами. Лінії, намальовані на землі, допомагають відвідувачам центру не загубитись по дорозі до центру на доріжках житлового комплексу Барбікан. Дизайн центру — бетонний зикурат — завжди був контроверсійним та викликав суперечки. Він був обраний «Найбільш потворною спорудою Лондона» у голосуванні «Сірий Лондон» у вересні 2003 р.
В вересні 2001 року будівлі центру надано статусу захищеної як місцю особливого архітектурного інтересу за його розмір, цілісність та амбітність проєкту. Те саме архітектурне бюро також спроєктувало і сам житловий комплекс Барбікан, і розташований неподалік житловий комплекс Голден Лейн. Архітектор проєкту Джон Хонер пізніше працював і над новою будівлею Британської бібліотеки на Ст. Панкрас — зикуратом з червоної цегли.

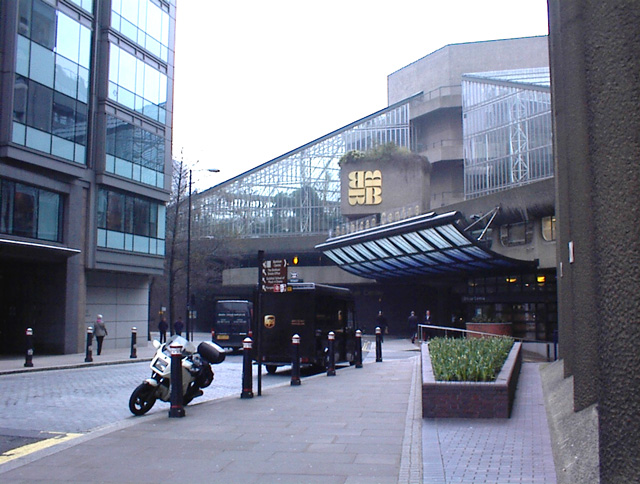
Центральний вхід до Барбікан-центру (Сілк-стріт)

В середині 1990х студією дизайну Пентаграм було проведено косметичне покращення будівлі, додано статуї та декоративні елементи, що нагадують рух мистецтв та ремесел. А в 2005–2006 рр. в центрі відбулася більш значна реконструкція, спроєктована архітекторами Allford Hall Monaghan Morris, внаслідок якої було поліпшено циркуляцію повітря та додано емблему на будівлю, яка схожа за стилем на оригінальний бруталістський стиль 1970-х самого центру. В ході реконструкції також було додано внутрішній місток, що поєднує фоє з боку Сілк-стріт з фоє з боку озера, а центральну вхідну групу з Сілк-стріт, де раніше переважав транспортний доступ, було перероблено для кращого доступу пішоходів. Крім того, було видалено більшість елементів, доданих під час ремонту в 1990-і.
Ззовні основною фокусною точкою центру є озеро та тераса біля нього. Башта театру була оточена склом, під яким було облаштовано дивовижну багаторівневу оранжерею.
Акустика концертної зали Барбікан також викликала суперечки: деякі вважали її приємно теплою, іншим вона видавалася занадто сухою для виступів великих оркестрів. В 1994 році акустик з Чикаго Ларрі Кіркегаард здійснив нагляд за ре-інжинірингом акустики концертної зали вартістю £500 000, що на думку музичного критика Нормана Лебрехта «призвело до відчутного покращення контролю луни та поглинання звуку». Цей же акустик повернувся в 2001 році для того, щоб замінити навіс сцени на акустичні рефлектори, що регулюються, спроєктовані Карузо Ст. Джоном, в рамках реконструкції зали вартістю £7,5 мільйонів. Але музично-мистецький журнал Gramophone все одно висловлював невдоволення «відносною сухістю акустики Барбікану» в серпні 2007 р.

## Театр Барбікан
Театр Барбікан був побудований як лондонська домівка Королівської шекспірівської компанії, яка була залучена до його проєктування. Однак ця компанія вирішила не відновлювати свій контракт в 2002 році, зазначивши недостатність місця для вистав; крім того, художній керівник компанії на той час Адріан Нобл хотів розвивати гастрольні виступи компанії. Театр відповів на це зміною з наявного піврічного сезону міжнародних виступів «Barbican International Theatre Event» на цілорічний.
23 січня 2013 року художній директор Королівської шекспірівської компанії Ґреґорі Доран повідомив, що компанія повертається до Барбікан-центру на три сезони історичних п'єс Шекспіра.
Одна з них, «Гамлет», яка йшла в Барбікан-центрі с 5 серпня по 31 серпня 2015 року, в серпні 2014 року стала культурною подією Лондона з найбільш високим попитом на квитки, в чотири рази перевищивши попит на наступну за популярністю театральну виставу, «Трамвай Бажання» з Джилліан Андерсон, а також перевищивши попит на квитки на концерти популярних співаків, наприклад, вдвічі більше за попит на квитки на концерт туру Бейонсе та Jay-Z.

## Галерея

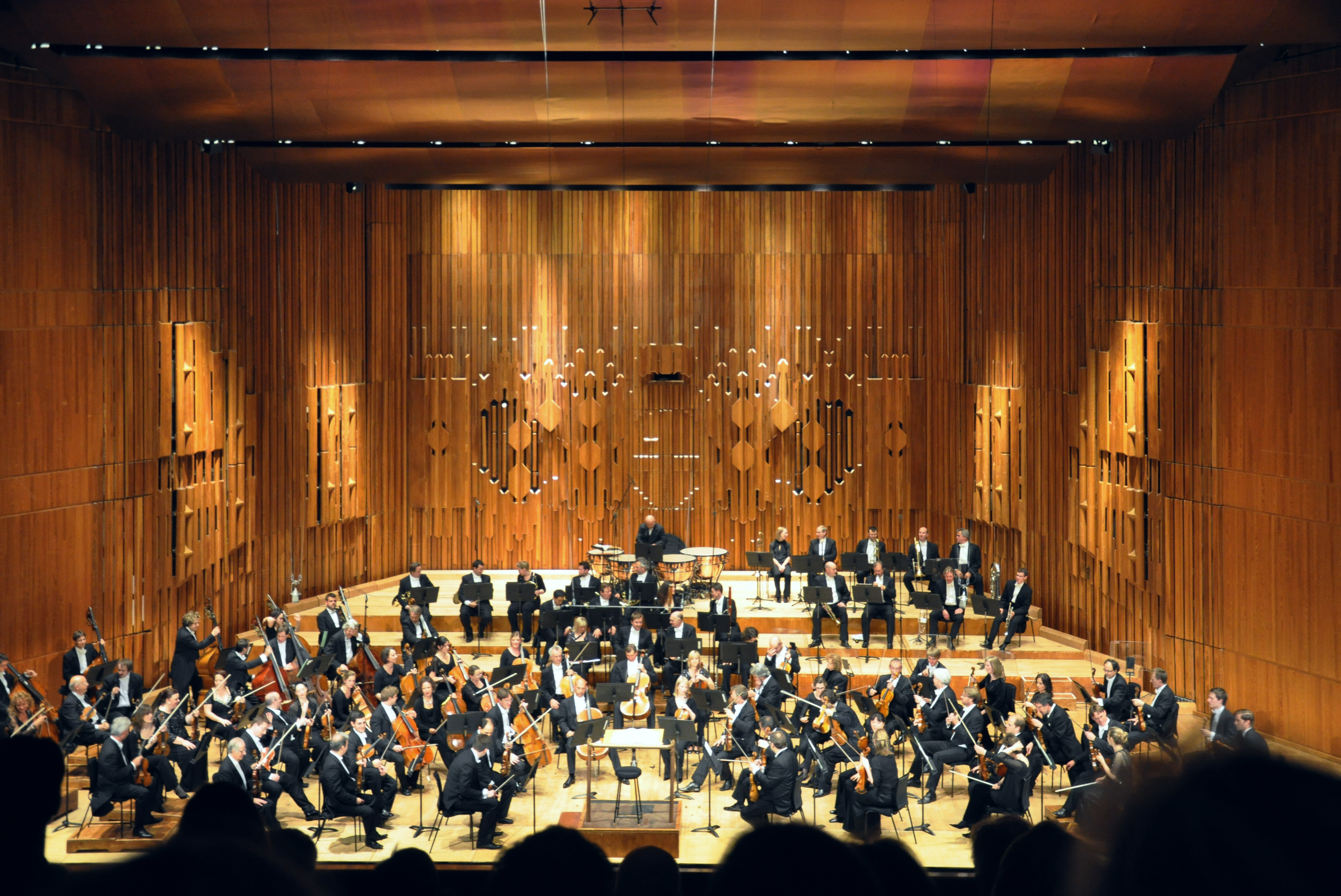
Концертна зала Барбікан
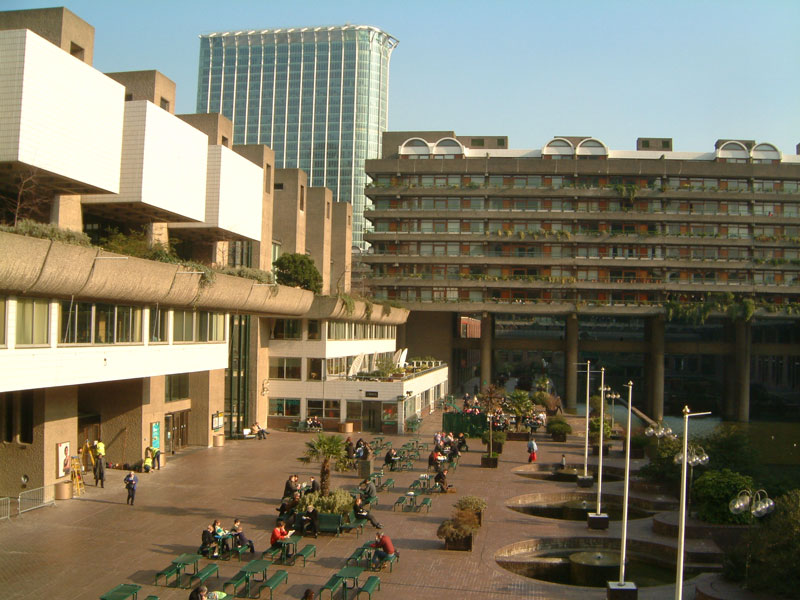
Барбікан-центр та тераси біля озера
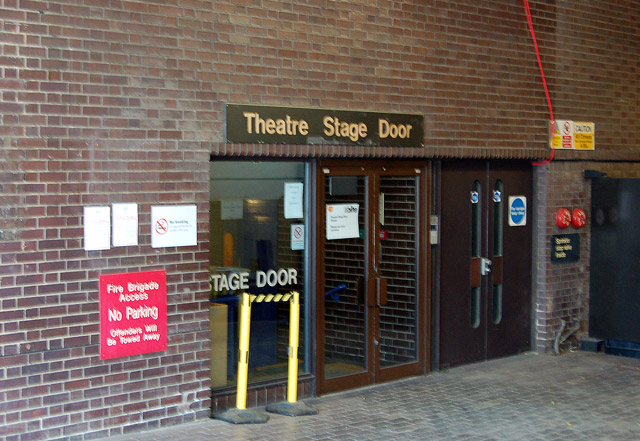
Сценічний вхід Барбікан-центру
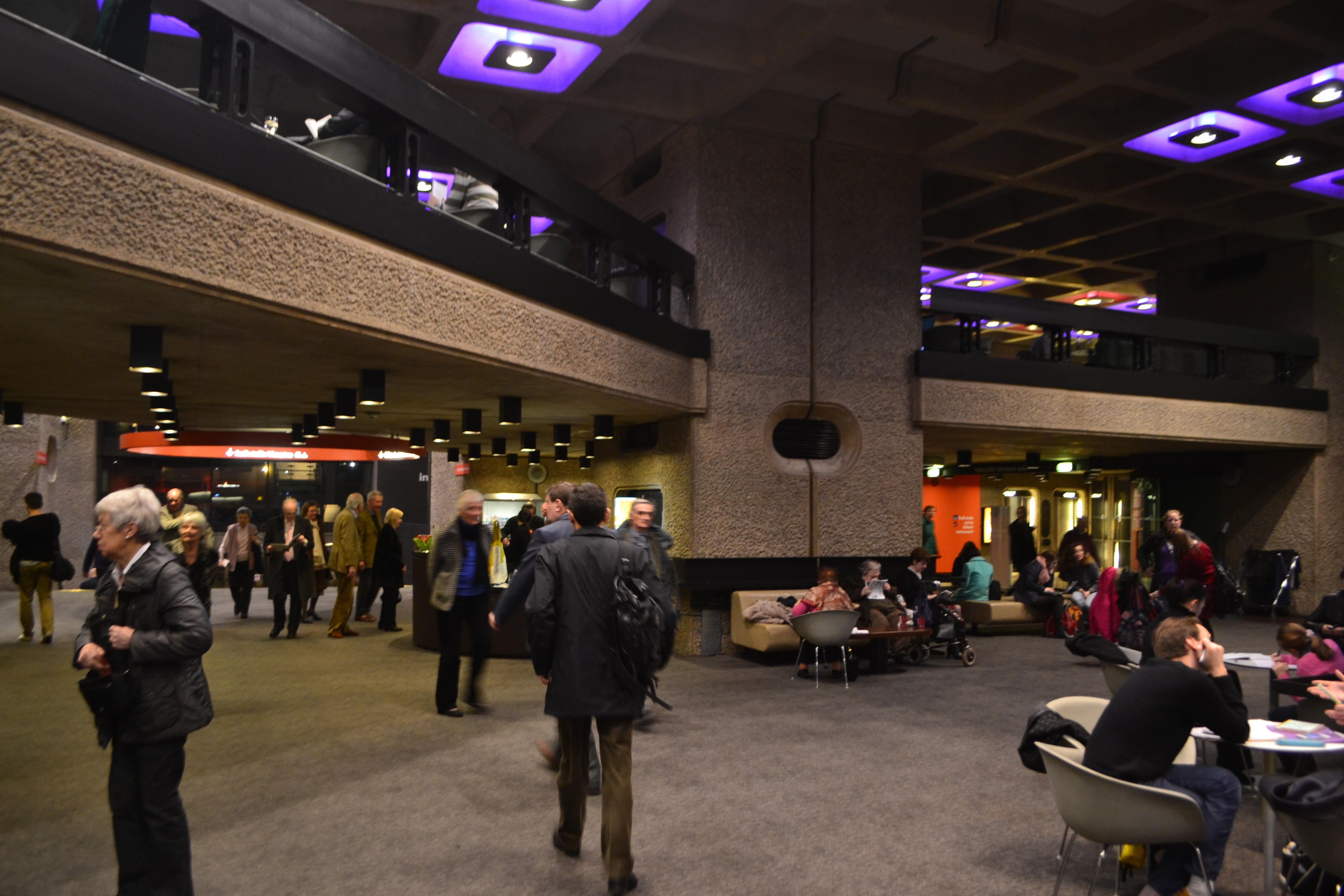
Фоє
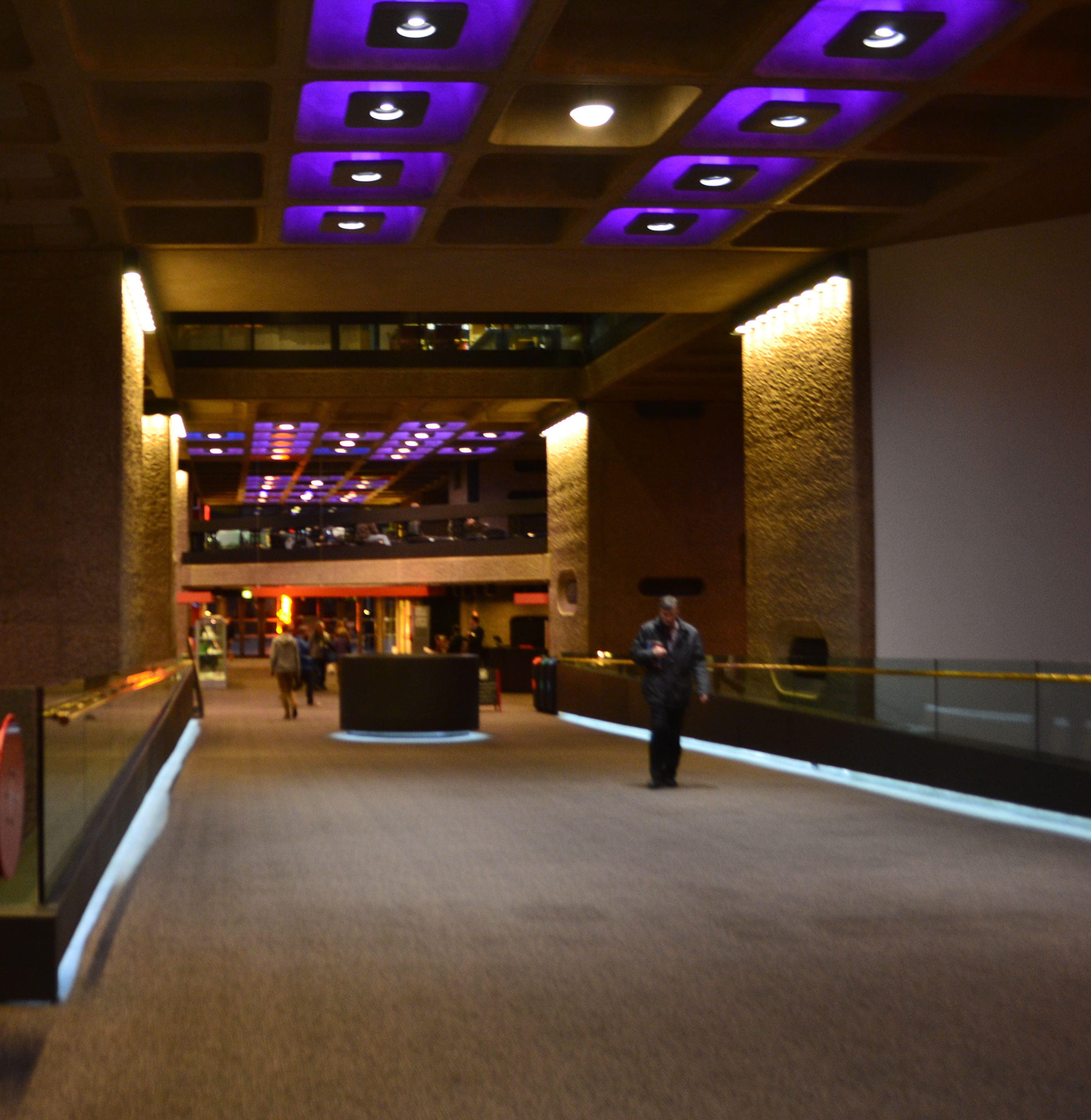
Інтер'єр
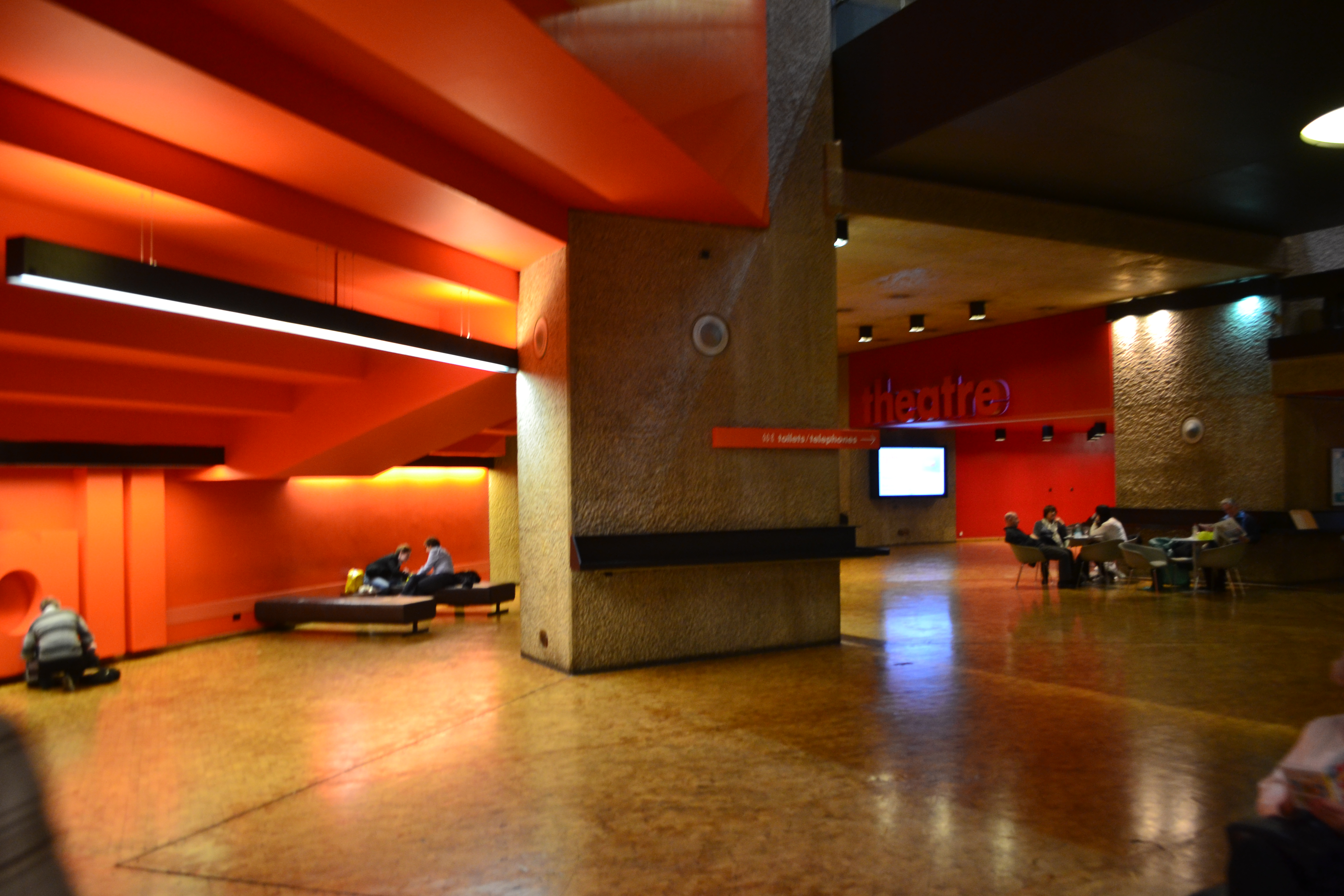
Вхід до центру
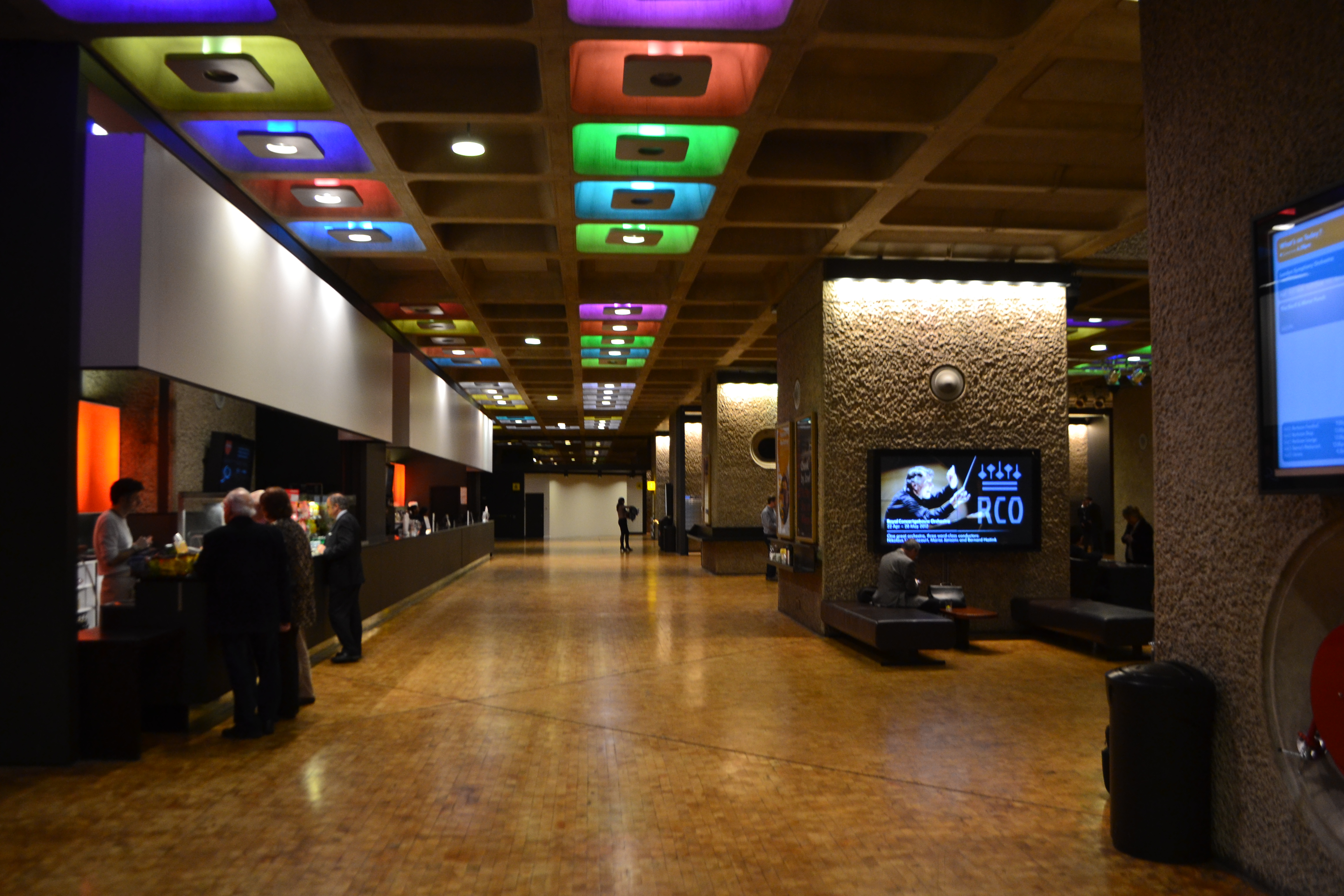
Стеля Барбікан-центру
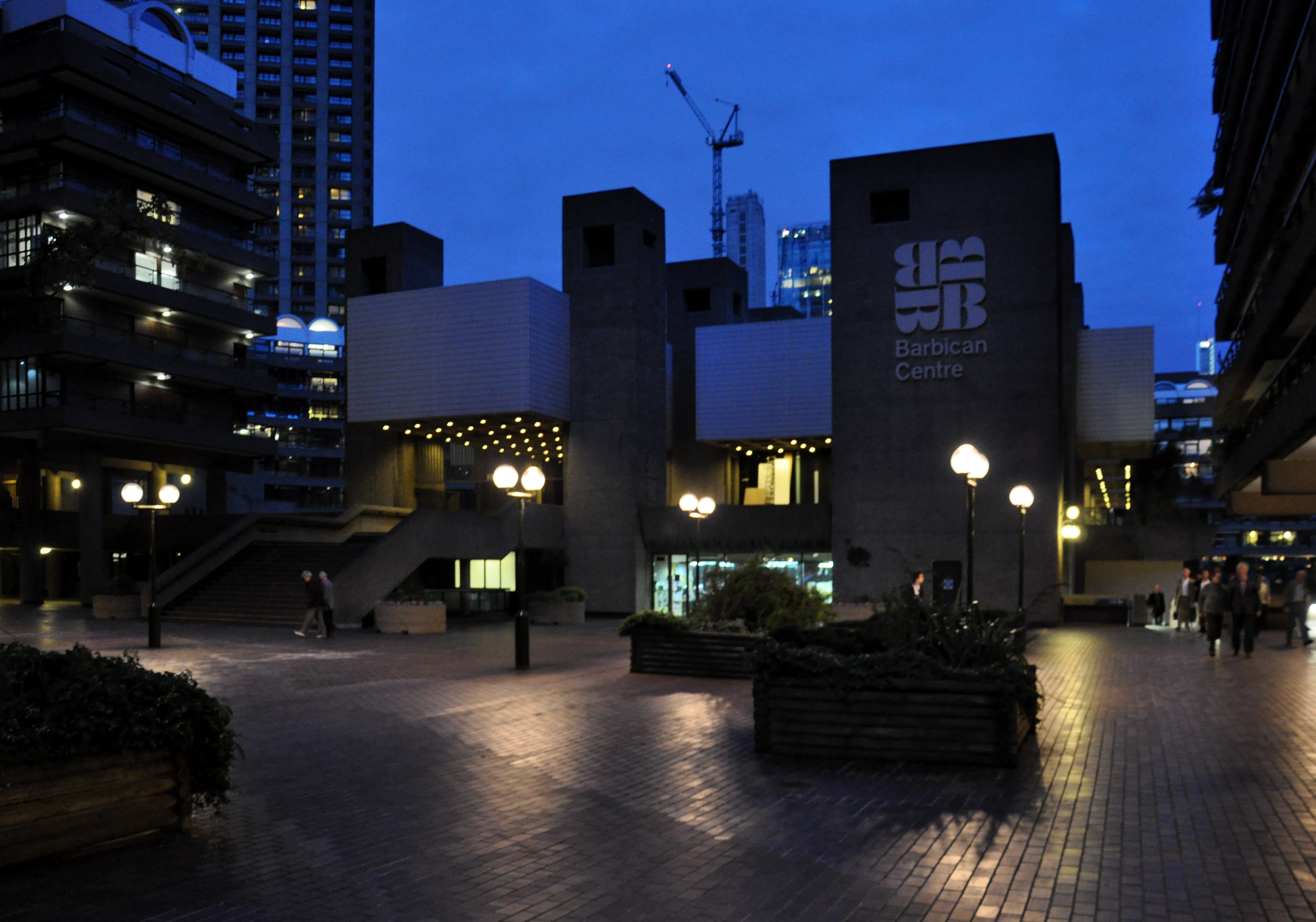
Барбікан-центр вночі

## Розташовані неподалік станції метро
- Барбікан
- Мооргейт
- Сент-Пол
- Фаррінгтон
- Ліверпуль-стріт